# Hôtel Baron

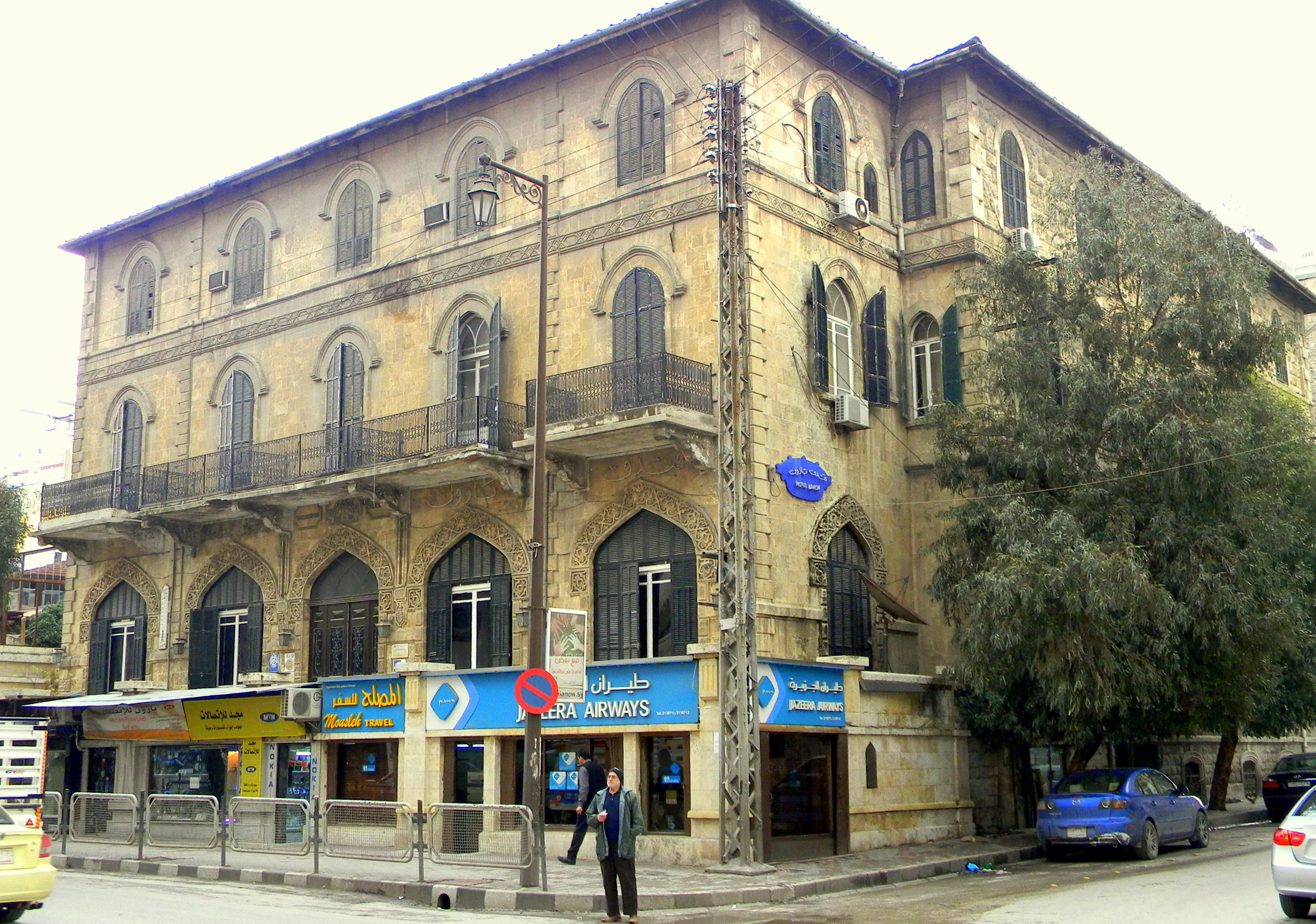
Vue de l'hôtel Baron.

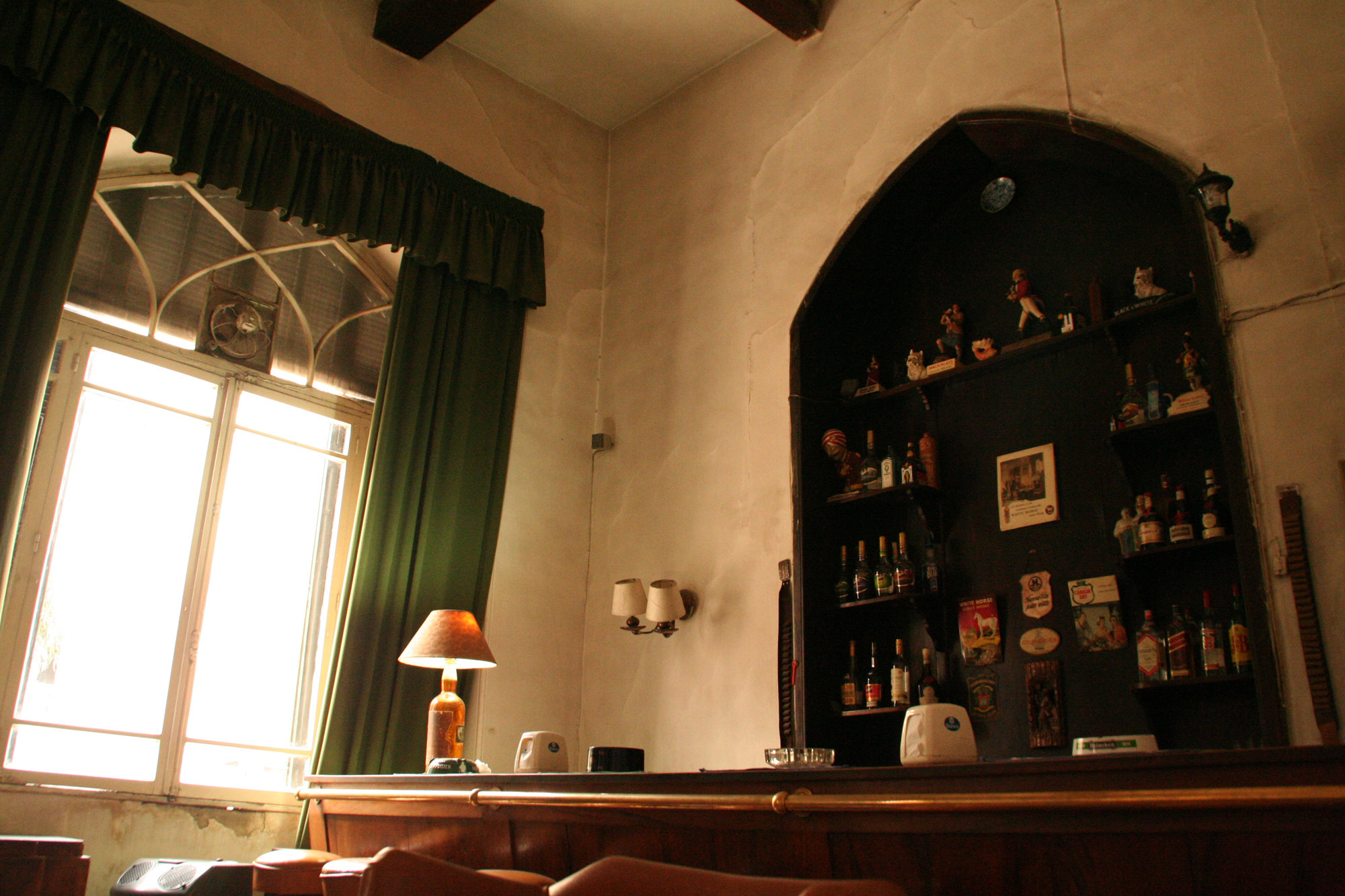
Le bar en 2008.

L'hôtel Baron est l'hôtel le plus ancien de la ville d'Alep, dans le nord de la Syrie. Parmi ses visiteurs les plus célèbres, on compte Agatha Christie et le général de Gaulle pendant la Seconde Guerre mondiale. Presque entièrement fermé depuis novembre 2014 à cause de la guerre civile syrienne, son sort est aujourd'hui incertain.

## Histoire
C'est un membre de la famille arménienne des Mazloumian (originaires d'Anatolie orientale) qui, en s'arrêtant à Alep en 1870 sur le chemin de son pèlerinage à Jérusalem, remarque l'inconfort des caravansérails qui représentaient à cette époque de l'Empire ottoman la seule possibilité pour loger les voyageurs. Cette famille fait donc construire quelques années plus tard le premier hôtel à Alep pour les voyageurs européens, avec confort moderne à l'européenne. Il se nomme l'hôtel Ararat.
Au début du XXe siècle, les frères Mazloumian, de cette même famille, font construire un nouvel hôtel en 1909, à la limite de la vieille ville, dans un nouveau quartier peu construit possédant de nombreux jardins. Ils ajoutent un étage supplémentaire en 1911 et encore un autre en 1940. Au début du XXe siècle, de nombreux espions britanniques y séjournaient car des ingénieurs allemands y avaient leurs quartiers pendant la construction de la ligne de chemin de fer du Bagdadbahn (Constantinople-Bagdad) au grand dam de la fière Albion. Lawrence d'Arabie descendit en 1914 dans la chambre n°202, une copie d'une addition par lui au bar figure à l'hôtel.
En 1915 le lieu accueille une centaine de rescapés du génocide arménien.
Pendant le mandat français (1920-1945), de nombreux visiteurs étrangers y descendent, parmi lesquels Agatha Christie en 1930 qui y écrivit une partie du Crime de l'Orient-Express (paru en 1934), ou encore Charles Lindbergh et Gertrude Bell, ainsi que Kim Philby.  Le roi Fayçal déclara l'indépendance de la Syrie du balcon de la chambre n°205 en mars 1920 (avant d'être expulsé de Syrie). Le général de Gaulle descendit dans la suite présidentielle pendant la Seconde Guerre mondiale.
Plus tard, le roi Gustave VI Adolphe de Suède et le colonel Nasser s'y rendirent aussi, ainsi que Youri Gagarine.
L'hôtel est tenu aujourd'hui par Rubina Mazloumian, la veuve du dernier Mazloumian, Grégoire Mazoumian (mort fin 2015). Il sert actuellement en partie d'abri à des réfugiés. L'électricité est rationnée et la façade est abîmée par des tirs de grenades. Cinq chambres sont encore ouvertes à la location sur la trentaine que compte l'hôtel.